# Óscar Pérez Bovela
Óscar Pérez Bovela (Oviedo, 27 d'agost de 1981) és un futbolista asturià, que ocupa la posició de migcampista.

## Trajectòria
Sorgeix del planter del Reial Oviedo. Debuta amb el primer equip a la temporada 00/01, tot jugant dos partits de la campanya en la qual l'Oviedo baixa a Segona Divisió. A la categoria d'argent, juga dues temporades amb els asturians, en les quals amb prou feines hi compta.
El 2003, després del descens administratiu dels asturians a Tercera, el migcampista recala a la SD Eibar. Al conjunt basc aconsegueix la titularitat, tot disputant 35 partits. La temporada 04/05 signa una discreta campanya amb el Córdoba CF, i a la següent marxa a Anglaterra per jugar amb el Bolton Wanderers.
Retorna a la competició espanyola la temporada 06/07, quan fitxa pel CD Tenerife, de Segona Divisió. L'ovetenc és titular amb els canaris en els dos primers anys, mentre que al tercer ja alterna la titularitat amb la suplència. Eixe any finalitza amb l'ascens dels tinerfenys a primera divisió. El migcampista, però, no continua a l'equip i marxa al Granada CF, de la Segona B.